# Carmelo Gómez
Carmelo Gómez Celada (Sahagún, 2 gennaio 1962) è un attore spagnolo, vincitore di due Premi Goya.

## Biografia
Nato e cresciuto nella provincia di León, Carmelo Gómez lavorò la terra insieme a suo padre finché decise di trasferirsi a Salamanca per inseguire il sogno di fare l'attore. Recitò in teatro per tre anni, esibendosi con una compagnia locale. Frequentò la Real Escuela Superior de Arte Dramático e fu ammesso nella Compañía Nacional de Teatro Clásico.
Debuttò al cinema nel 1986, con un ruolo secondario nel film Il viaggio in nessun luogo di Fernando Fernán Gómez. Si affermò nel 1994, quando tre dei suoi lavori furono trasmessi quasi contemporaneamente nelle sale cinematografiche: Días contados, Il detective e la morte e Canción de cuna. Per queste interpretazioni, ottenne un Fotogramma d'argento al miglior attore, il Premio Goya per il miglior attore protagonista e il Premio Nacional de Cinematografia.
Ottenne inoltre il ruolo di protagonista nella fiction televisiva La regenta, tratta dall'opera omonima di Leopoldo Alas.
Per la sua recitazione nel film Il cane dell'ortolano vinse la medaglia CEC e ottenne la seconda candidatura al Goya come miglior attore protagonista. La terza nomination arrivò per Sfida per la vittoria nel 2001.
Precedentemente, Gómez era stato protagonista maschile della pellicola Segreti del cuore, nominato all'Oscar al miglior film in lingua straniera nell'edizione del 1998.
Nel 2004 prese parte a due produzioni italiane, il film Occhi di cristallo e la fiction di Rai 1 Luisa Sanfelice.
Nel 2006 vinse il Premio Goya per il miglior attore non protagonista per Il metodo, pellicola basata sull'opera teatrale Il Metodo Gronholm. Per tale interpretazione, si aggiudicò un secondo premio CEC, a cui fece seguito un terzo l'anno seguente, grazie al suo lavoro nel film La notte dei girasoli.
A partire dal 2014, Gómez diradò le apparizioni cinematografiche dedicandosi principalmente all'attività teatrale.

## Filmografia

### Cinema
- Il viaggio in nessun luogo (El viaje a ninguna parte), regia di Fernando Fernán Gómez (1986)
- Bajarse al moro, regia di Fernando Colomo (1988)
- Loco veneno, regia di Miguel Hermoso (1989)
- Vacas, regia di Julio Medem (1991)
- Después del sueño, regia di Mario Camus (1992)
- La ardilla roja, regia di Julio Medem (1993)
- Il detective e la morte (El detective y la muerte), regia di Gonzalo Suárez (1994)
- Días contados, regia di Imanol Uribe (1994)
- Canción de cuna, regia di José Luis Garci (1994)
- Entre rojas, regia di Azucena Rodríguez (1995)
- Territorio comanche, regia di Gerardo Herrero (1996)
- Il cane dell'ortolano (El perro del hortelano), regia di Pilar Miró (1996)
- Tu nombre envenena mis sueños, regia di Pilar Miró (1996)
- Tierra, regia di Julio Medem (1996)
- Segreti del cuore (Secretos del corazón), regia di Montxo Armendáriz (1997)
- Mararía, regia di Antonio Betancor (1998)
- Extraños, regia di Imanol Uribe (1999)
- Tra le gambe (Entre las piernas), regia di Manuel Gómez Pereira (1999)
- Sfida per la vittoria (El portero), regia di Gonzalo Suárez (2000)
- La grande vita (La gran vida), regia di Antonio Cuadri (2000)
- La playa de los galgos, regia di Mario Camus (2002)
- Nos miran, regia di Norberto López Amado (2002)
- Il viaggio di Carol (El viaje de Carol), regia di Imanol Uribe (2002)
- ¡Hay motivo!, regia di Imanol Uribe (2004)
- Occhi di cristallo, regia di Eros Puglielli (2004)
- Il metodo (El método), regia di Marcelo Piñeyro (2005)
- La notte dei girasoli (La noche de los girasoles), regia di Jorge Sánchez-Cabezudo (2006)
- La carta esférica, regia di Imanol Uribe (2007)
- Goal II - Vivere un sogno (Goal! 2: Living the Dream), regia di Jaume Collet-Serra (2007)
- Oviedo Express, regia di Gonzalo Suárez (2007)
- Cosas insignificantes, regia di Andrea Martínez Crowther (2008)
- La casa de mi padre, regia di Gorka Merchán (2008)
- Agallas, regia di Samuel Martín Mateos e Andrés Luque Pérez (2009)
- Silencio en la nieve, regia di Gerardo Herrero (2011)
- Pecados, regia di Diego Yaker (2011)
- Baztan, regia di Iñaki Elizalde (2012)
- Crimen con vista al mar, regia di Gerardo Herrero (2013)
- La punta del iceberg, regia di David Cánovas (2014)
- La playa de los ahogados, regia di Gerardo Herrero (2014)
- Tiempo sin aire, regia di Samuel Martín Mateos e Andrés Luque Pérez (2014)
- Grimm re-edit, regia di Alex van Warmerdam (2019)
- Llegaron de noche, regia di Imanol Uribe (2019)
- El olvido del mar, regia di Mirella R. Abrisqueta (2023)

### Televisione
- Muerte a destiempo - miniserie TV, 4 episodi (1990)
- Don Chisciotte della Mancha - serie TV (1991)
- Celia, serie TV, 6 episodi (1993)
- Cuentos de Borges - serie TV, 1 episodio (1993)
- La Regenta - miniserie TV, 3 episodi (1995)
- Luisa Sanfelice - miniserie TV, 2 episodi (2004)
- Síndrome laboral - film TV (2005)
- Vuelo IL8714 - miniserie TV, 2 episodi (2010)
- Crematorio - serie TV, 1 episodio (2011)
- Bulle - serie TV, 1 episodio (2020)
- I favoriti di Mida (Los favoritos de Midas) - serie TV, 1 episodio (2020)

## Riconoscimenti
- Premio Goya

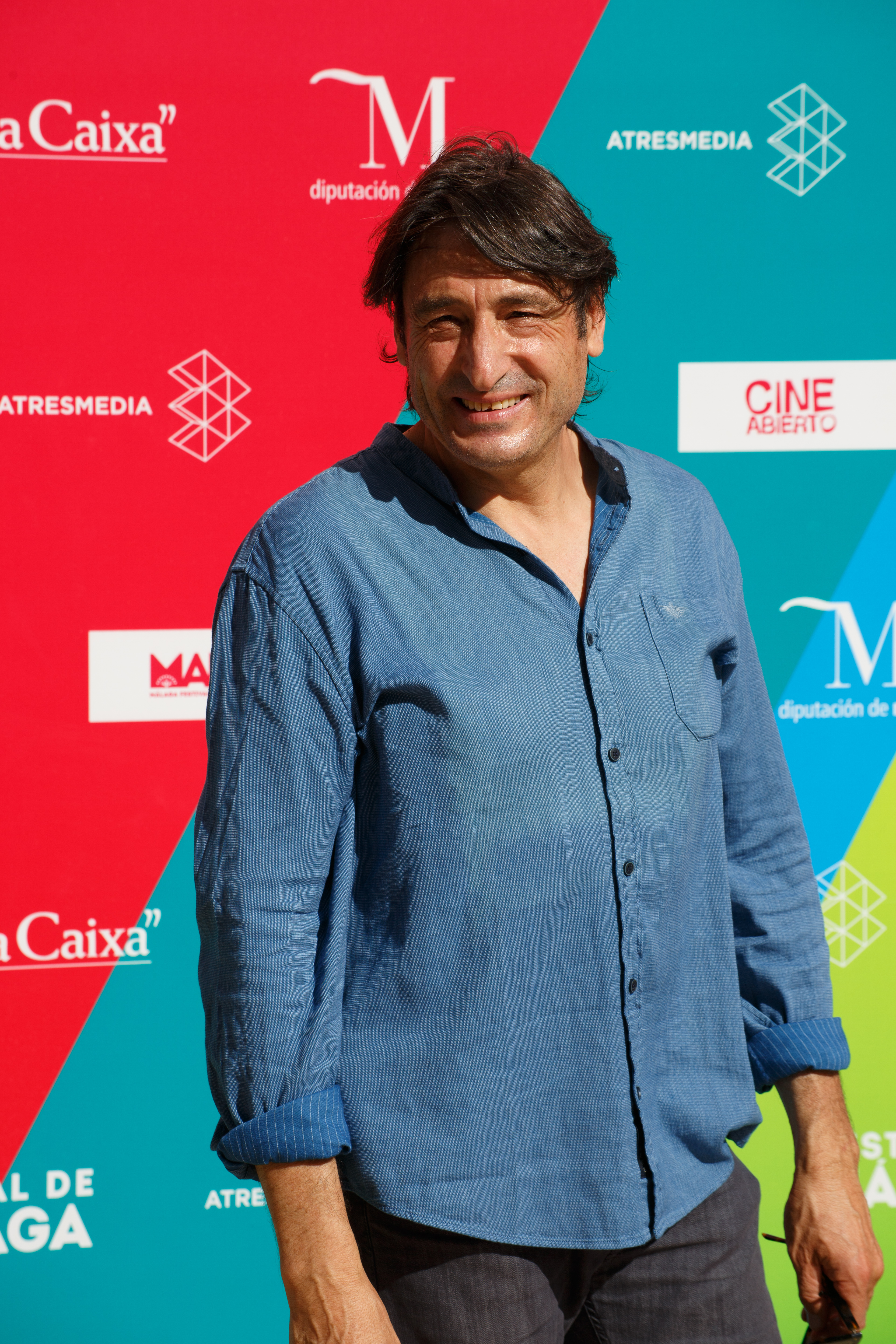
Carmelo Gómez nel 2020

  - 1995 – Vincitore come miglior attore protagonista per Días contados
  - 1997 – Candidatura come miglior attore protagonista per Il cane dell'ortolano
  - 2001 – Candidatura come miglior attore protagonista per Sfida per la vittoria
  - 2006 – Vincitore come miglior attore non protagonista per Il metodo

- Premio Nacional de Cinematografia
  - 1995 – Vincitore

- Medallas del Círculo de Escritores Cinematográficos
  - 1997 – Vincitore come miglior attore per Il cane dell'ortolano
  - 2001 – Candidatura come miglior attore per Sfida per la vittoria
  - 2006 – Vincitore come miglior attore secondario per Il metodo
  - 2007 – Vincitore come miglior attore per La notte dei girasoli
  - 2009 – Candidatura come miglior attore per Agallas

- Fotogrammi d'argento
  - 1995 – Vincitore come miglior attore cinematografico per Días contados, Canción de cuna e Il detective e la morte
  - 1996 – Vincitore come miglior attore televisivo per La Regenta
  - 1997 – Vincitore come miglior attore cinematografico per Il cane dell'ortolano, Tierra e Tu nombre envenena mis sueños
  - 2001 – Candidatura come miglior attore cinematografico per Sfida per la vittoria e La grande vita
  - 2005 – Candidatura come miglior attore teatrale per A cena col diavolo

- Premios Max
  - 2005 – Candidatura come miglior attore non protagonista per A cena col diavolo
  - 2017 – Candidatura come miglior attore per L'alcalde di Zalamea